# Démographie d'Helsinki
Cet article concerne la démographie de la ville d'Helsinki, capitale de la Finlande.
Ses habitants sont appelés les Helsinkiens et les Helsinkiennes.
En 2012, la ville comptait 602 200 habitants (10,8 % de la population de la Finlande), la Région capitale au sens strict (avec Espoo, Vantaa et Kauniainen) compte 1 025 229 d’habitants (19,2 % de la population finlandaise).
La population d'Helsinki est essentiellement de langue finnoise (84.3%) avec une minorité suédophone importante (environ 6,1 %).
La ville a la plus forte population immigrée de la Finlande en termes tant absolus que relatifs. Il y a plus de 130 nationalités résidant dans la ville d'Helsinki. Les communautés les plus importantes sont les Russes, les Estoniens, les Suédois, mais aussi un nombre important de Somaliens, de Serbes, de Chinois, d'Indiens, d'Irakiens et d'Allemands.
L'aire urbaine d'Helsinki compte quant à elle 1 322 757 d'habitants sur un total de treize communes.